# Rábapordány
Rábapordány é um município da Hungria, situado no condado de Győr-Moson-Sopron. Tem 21,9 km² de área e sua população em 2015 foi estimada em 1.023 habitantes.